# Sonic Arts Network
 (juin 2025).
La mise en forme du texte ne suit pas les recommandations de Wikipédia : il faut le « wikifier ».
Les points d'amélioration suivants sont les cas les plus fréquents. Le détail des points à revoir est peut-être précisé sur la page de discussion.
- Les titres sont pré-formatés par le logiciel. Ils ne sont ni en capitales, ni en gras.
- Le texte ne doit pas être écrit en capitales (les noms de famille non plus), ni en gras, ni en italique, ni en « petit »…
- Le gras n'est utilisé que pour surligner le titre de l'article dans l'introduction, une seule fois.
- L'italique est rarement utilisé : mots en langue étrangère, titres d'œuvres, noms de bateaux, etc.
- Les citations ne sont pas en italique mais en corps de texte normal. Elles sont entourées par des guillemets français : « et ».
- Les listes à puces sont à éviter, des paragraphes rédigés étant largement préférés. Les tableaux sont à réserver à la présentation de données structurées (résultats, etc.).
- Les appels de note de bas de page (petits chiffres en exposant, introduits par l'outil «  Source ») sont à placer entre la fin de phrase et le point final[comme ça].
- Les liens internes (vers d'autres articles de Wikipédia) sont à choisir avec parcimonie. Créez des liens vers des articles approfondissant le sujet. Les termes génériques sans rapport avec le sujet sont à éviter, ainsi que les répétitions de liens vers un même terme.
- Les liens externes sont à placer uniquement dans une section « Liens externes », à la fin de l'article. Ces liens sont à choisir avec parcimonie suivant les règles définies. Si un lien sert de source à l'article, son insertion dans le texte est à faire par les notes de bas de page.
- La présentation des références doit suivre les conventions bibliographiques. Il est recommandé d'utiliser les modèles {{Ouvrage}}, {{Chapitre}}, {{Article}}, {{Lien web}} et/ou {{Bibliographie}}. Le mode d'édition visuel peut mettre en forme automatiquement les références.
- Insérer une infobox (cadre d'informations à droite) n'est pas obligatoire pour parachever la mise en page.

Pour une aide détaillée, merci de consulter Aide:Wikification.
Si vous pensez que ces points ont été résolus, vous pouvez retirer ce bandeau et améliorer la mise en forme d'un autre article.
Sonic Arts Network était une organisation basée au Royaume-Uni, créée en 1979, qui visait à permettre au public et aux musiciens de s'engager dans l'art du son à travers un programme de festivals, d'événements, de commandes et de projets éducatifs. Son patron honorifique était Karlheinz Stockhausen. Au moment de sa fondation en 1979, elle était connue sous le nom d'Electroacoustic Music Association of Great Britain (EMAS), avant de changer de nom pour Sonic Arts Network en 1989.
Le 1er octobre 2008, Sonic Arts Network a fusionné avec la Society for the Promotion of New Music, le British Music Information Centre (BMIC) et le Contemporary Music Network pour créer une nouvelle organisation visant à promouvoir la musique contemporaine au Royaume-Uni, appelée Sound and Music.
Les trois principales activités de Sonic Arts Network se sont donc divisées:
- Activités – Événements, festivals réguliers tels que Cut and Splice et Expo, tournées et commandes.
- Éducation – projet d’éducation nationale Sonic Postcards, ateliers d’artistes et conférences.
- Réseau – Sonic Arts Network était une organisation qui servait de centre d'informations, d'opportunités et de publications pour les arts sonores du Royaume-Uni.

## Activités
Chaque année, Sonic Arts Network produisait un nombre de commandes et de projets à l'échelle nationale. En partenariat avec des agences de financement, des sponsors, des diffuseurs et des salles de spectacle. L’objectif de ces activités était d’apporter les meilleures œuvres d’artistes sonores du monde entier, au Royaume-Uni. Les activités de Sonic Arts Network comprenaient : Cut and Splice, Expo festival, Beach Singularity et Vacant Space.

### Cut and Splice
Cut and Splice est un festival de musique électronique expérimentale qui rassemble des artistes internationaux pour présenter de nouvelles œuvres ou recréer des pièces historiques phares. Organisé pour la première fois en 2003, il est présenté en association avec BBC Radio 3 et a continué sous le nom de Sound And Music après la fusion de Sonic Arts Network avec cette dernière organisation,.
L'événement a déjà accueilli Bernard Parmegiani, François Bayle, Yasunao Tone et la lauréate du prix Ars Electronica Eliane Radigue. Parmi les artistes présentés lors de Cut and Splice Acousmonium 2006 à l'ICA figuraient Russell Haswell, John Wall, Hecker, Michel Chion, Christian Zanési, Philip Jeck, Carl Michael von Hausswolff, Zbigniew Karkowski et Hans-Joachim Roedelius,.

### Festival Expo
Lancé en 1997 sous forme de conférence et renommé en 2004, le festival Expo était le festival annuel de Sonic Arts Network représentant la scène musicale expérimentale et l'art sonore au Royaume-Uni, organisé chaque année dans un lieu différent du Royaume-Uni,. Gratuit et ouvert au public, l’événement a mobilisé un réseau national d’artistes et a impliqué des communautés de tous horizons, mettant l’art sonore et les personnes qui le créent en contact direct avec le public.
L'Expo 2006 a exploré les espaces intérieurs, extérieurs et publics de Manchester. Le festival comprenait des installations sonores au Cornerhouse par le collectif d'art sonore berlinois Staalplaat Soundsystem qui a présenté The Ultrasound of Therapy ; la nouvelle œuvre commandée par Bob Levene, The Space Between – Experiments for Speakers, la nouvelle œuvre d'Helmut Lemke, KLANGELN 7, et le collectif d'art Owl Project a interprété une œuvre intitulée Sound Lathe . Il y a également eu une performance du groupe d'improvisation électro/instrumental féminin norvégien SPUNK et des activistes des arts sonores de Birmingham Dreams of Tall Buildings interprétant la première partition graphique en 40 ans de l'artiste Fluxus et fondateur du groupe The United States of America, Joseph Byrd . Les bains Victoria, lauréats du concours de restauration de la BBC en 2004, ont vu plus de 600 personnes assister à une journée d'événements spécifiques au site, intitulée « Thermes Victoria », qui utilisaient les espaces et l'acoustique du bâtiment classé avec un programme de performances et d'installations.
L'Expo 2007 s'est tenue à Plymouth et a été présentée en partenariat avec l'i-DAT (Institut d'art et de technologie numérique) de l'Université de Plymouth. Au cours du week-end du 22 au 25 juin 2007, des performances, des expositions et des présentations ont eu lieu dans divers lieux publics de Plymouth, notamment des espaces de performance en plein air, des clubs et un espace architectural historique, ainsi qu'en ligne,.
L'Expo 2008 s'est tenue à Brighton et a présenté des artistes tels que Stephan Mathieu et Aleks Kolkowski, Blood Stereo, DJ Scotch Egg et John Wall. Les travaux comprenaient une intervention radiophonique dans les jardins du Royal Pavilion et une non-conférence sous la forme d'une « wiki-conférence » à l'Université de Brighton
En 2009, l'Expo (organisée sous le nouveau nom d'organisation Sound And Music) a eu lieu dans plusieurs lieux de Leeds, y compris une non-conférence et des artistes en vedette, dont Christina Kubisch.

### Beach Singularity
Beach Singularity est une célébration du bord de mer britannique. Se déroulant dans un après-midi, la pièce implique des centaines de vacanciers de tous âges dans une performance bizarre et créative mettant en vedette une fanfare, un son électronique interactif, des activités de plage et des jeux sonores. Composé et conçu par Trevor Wishart, Beach Singularity a reçu ses premières représentations sur les plages de Morecambe, Cleveleys, St. Annes et Southport à l'été 1977 dans le cadre des célébrations du jubilé d'argent de la reine. Soutenu par Contemporary Music Network (CMN), Beach Singularity a effectué une tournée dans trois villes balnéaires en août 2007.

### Commissions
Sonic Arts Network vise à soutenir le développement d'artistes émergents et établis au Royaume-Uni grâce à un programme continu de commandes de nouvelles œuvres pour des performances et des installations à travers le Royaume-Uni. Parmi les artistes commissionnés figuraient Kaffe Matthews, Justin Bennett, People Like Us, Ergo Phizmiz, Dreams of Tall Buildings et Bob Levene.

## Éducation
Sonic Arts Network a entrepris son premier projet d'éducation formelle au Festival de musique contemporaine de Huddersfield en 1989, lancé par Robert Worby et Ian Dearden avec le compositeur John Cage. Après la nomination de Paul Wright au poste de responsable de l'éducation en 1990, Sonic Arts Network a fourni des projets pour le South Bank Centre, le Science Museum, Canary Wharf, le Symphony Hall de Birmingham, de nombreux autres lieux au Royaume-Uni, à Budapest et à Tokyo. Parmi les compositeurs électroacoustiques impliqués figuraient Robert Worby, Trevor Wishart, Stephen Montague, Alistair MacDonald, Duncan Chapman et Peter Cusack ainsi que l'artiste vidéo Stewart Collinson et le poète Matthew Sweeney. En 2000, Sonic Arts Network a dirigé le programme éducatif pour Sonic Boom à la Hayward Gallery de Londres.

### Sonic postcards
La branche principale du récent Sonic Arts Network[Quand ?] Le programme éducatif était Sonic Cards qui visait à explorer et à comparer les environnements sonores locaux des jeunes à travers le Royaume-Uni ; l'impact du son sur nos vies ; et les possibilités de créativité grâce à l'interaction de ces sons avec Internet. 52 écoles de tout le Royaume-Uni ont participé à sa première année.
Le projet s’adressait aux élèves âgés de 9 à 14 ans dans les écoles primaires, secondaires et spécialisées. Chaque projet a donné aux élèves l’occasion d’enregistrer et de rassembler des sons à utiliser comme base pour leurs cartes postales sonores. Les élèves sont devenus des concepteurs sonores en composant et en structurant leurs propres cartes postales sonores qui ont été envoyées par courrier électronique aux autres écoles participant au projet. Toutes les cartes postales sonores ont ensuite été téléchargées sur le site Web des cartes postales sonores,.

## Réseau
Sonic Arts Network était une organisation d'adhésion comptant plus de 600 membres. Cette communauté d'artistes, d'organisations et du grand public intéressés par l'art sonore et la musique expérimentale a été servie par le Sonic Arts Network à travers une combinaison de services en ligne, de performances, d'expositions et d'opportunités éducatives et une gamme de CD et de newsletters spécialement sélectionnés.

### Série de CD
Ces CD, sélectionnés par des invités, étaient publiés plusieurs fois par an ; l'élément sonore de la publication était accompagné d'un livret richement produit qui soutenait et contextualisait souvent les thèmes explorés sur le CD.
Les numéros ont été organisés par Nicolas Collins, rédacteur en chef du Leonardo Music Journal et président du département du son de la School of the Art Institute of Chicago, qui a développé un thème basé sur le silence. Kenny Goldsmith, écrivain, poète et fondateur d'UbuWeb, a fouillé dans ses archives pour créer une compilation de poésie sonore. L'artiste de performance japonaise Junko Wada a organisé une sélection musicale profondément personnelle, produite par un processus de curation, de performance et de collaboration. Le professeur Andrew Hugill a exploré le mouvement absurde français « Pataphysics », un CD qui voyage à partir de morceaux inédits de Soft Machine, Marcel Duchamp et Gavin Bryars jusqu'à l'ancien amant de Frank Zappa, Nigey Lennon et un morceau de silence antérieur à John Cage de 70 ans d'Alphonse Allais. Ben Watson a livré une polémique post-Allais à travers un gémissement mécontent de l'Esemplasm. Big Ears de Tim Steiner a mis au jour l'art perdu de la radiodiffusion et Irwin Chusid, diffuseur et auteur de Songs in the Key of Z, a livré des pépites de bricolage et d'outsider.
La série comprend The Topography of Chance de Stewart Lee, comédien et auteur de Jerry Springer: The Opera . Le CD explore la parole, la musique et le son qui incluent tous un élément aléatoire dans leur création.
Le dernier de la série a été organisé par Andrew Kötting, Une psyché et sa géographie. À l'envers . La série a été produite en coopération avec le graphiste allemand Joerg Hartmannsgruber, basé à Londres.[réf. nécessaire]